# Грб Брода
Грб Брода је званични симбол српске општине Брод (раније Босански Брод, Српски Брод). Грб је званично усвојен
22. септембар 2009. године.

## Опис грба
Грб Брода је у овалном штиту обрубљеном златном картушом, подијељено у црвено, плаво и бијело поље, преко њих, доље је црна творница са димњацима из којих се дими и пола зупчаника и горе златни вијенац при врху којег се налази златна запаљена бакља. Изнад је бијела линија која се уздиже здесна налијево три пута преломљена. На златној ленти испод штита исписано је бијелим име општине ћирилицом „Брод“ и латиницом „Brod“.
Застава није прописана нити је има у употреби.